# Transition épithélio-mésenchymateuse
Une transition épithélio-mésenchymateuse  désigne le passage d'un groupe de cellules épithéliales à une forme mésenchymateuse. Ce phénomène peut être réversible, les cellules subissant la transition mésenchymo-épithéliale . Les cellules en  transition épithélio-mésenchymateuse perdent leur adhésion cellule-cellule (par une diminution de l'expression des cadhérines) et acquièrent des propriétés adhésives nouvelles vis-à-vis de la matrice extracellulaire (par l'expression d'un nouveau répertoire d'intégrines). Les cellules dégradent également la lame basale qui borde l'épithélium grâce à la sécrétion de métalloprotéinases . La  transition épithélio-mésenchymateuse est souvent étudiée en observant le taux de certaines protéines : Cadhérine E et de EpCam comme marqueurs épithéliaux, Vimentine et N-Cadhérine comme marqueurs mésenchymateux.

## Transition épithélio-mésenchymateuse au cours du développement normal
Au cours du développement embryonnaire normal, on observe des transitions épithélio-mésenchymateuse, dites de type 1 :  
- au cours de la gastrulation chez les Amniotes : les cellules mésodermiques et endodermiques subissent une  transition épithélio-mésenchymateuse lors de leur passage par la ligne primitive[4].
- au cours de la formation des cellules de la crête neurale, lorsqu'elles sortent du tube neural
- au cours de la formation du sclérotome à partir des somites, sous l'influence de Sonic Hedgehog produit par la chorde.
- au cours de la formation des valves cardiaques.

Des facteurs de transcription de la famille Snail/Slug permettent à chaque fois d'inhiber l'expression des cadhérines et d'activer l'expression des molécules permettant la migration.

## Transition épithélio-mésenchymateuse au cours des processus de cicatrisation et de fibrose
Lorsque les tissus sont blessés, La transition épithélio-mésenchymateuse est un processus essentiel qui permet la reconstitution des tissus endommagés. 
Certaines cellules peuvent aussi entrer en  transition épithélio-mésenchymateuse de manière non contrôlée et causer des fibroses.

## Transition épithélio-mésenchymateuse au cours du développement tumoral

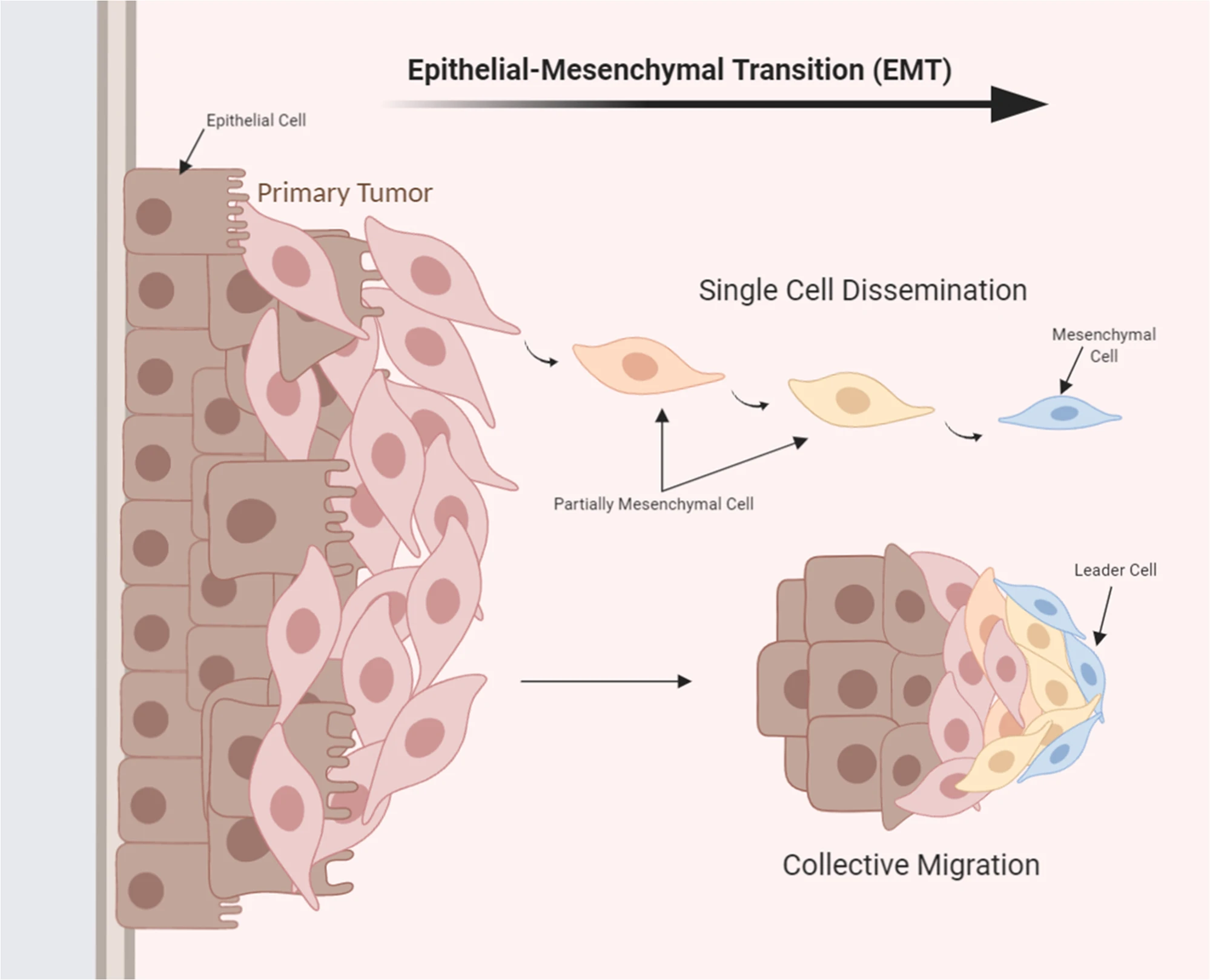
La transition épithélio-mésenchymateuse.

Les cellules tumorales d'origine épithéliale (carcinomes) peuvent subir une  transition épithélio-mésenchymateuse, ce qui les rend invasives et est une des premières étapes qui mène à la formation de métastases. De même que lors du développement embryonnaire, des facteurs de la famille Snail/Slug/Twist/Zeb inhibent l'expression des cadhérines (les gènes codant les cadhérines sont considérés comme gènes suppresseurs de tumeur). Une forte régulation de ces gènes par l'expression de ces facteurs de transcription dans les cellules tumorales est un facteur défavorable pour le pronostic vital. 
Un autre aspect important reliant la  transition épithélio-mésenchymateuse et le développement tumoral est sa capacité à modifier l'état de différenciation des cellules épithéliales. En particulier, les facteurs Zeb et Snail/Slug induisent une reprogrammation génique des cellules mammaires épithéliales conduisant à leur dédifférentiation et à l'acquisition de propriétés  spécifiques des cellules souches mammaires,. Cette propriété fut notamment caractérisée via la capacité des cellules mammaires exprimant de façon ectopique ces facteurs Zeb et Snail/Slug, à régénérer un arbre ductal complet après transplantation dans une glande mammaire vierge de toute cellules épithéliales.
Ces phénomènes de dédifférenciation s'observent également dans les cellules cancéreuses au cours du développement tumoral.La transformation néoplasique augmente en effet la plasticité cellulaire, en particulier via l'activation de la  transition épithélio-mésenchymateuse. Les cellules cancéreuses dédifférenciés ont alors une plus grande capacité à produire des clones aux fonctionnalités différentes facilitant une organisation hiérarchique de la tumeur et une plus grande capacité d'adaptation, en particulier aux traitements de chimiothérapie. Cette fonctionnalité de la  transition épithélio-mésenchymateuse aurait ainsi une part importante dans le mauvais pronostic associé à l'expression des facteurs Snail/Slug et Zeb,.